# Seleção Guatemalteca de Futsal Feminino
A Seleção Guatemalteca de Futsal Feminino é a seleção oficial de futebol de salão feminino da Guatemala, e que tem como unidade organizadora a Federación Nacional de Fútbol de Guatemala.

## Estatísticas
| 2010  | 8º lugar       |
| 2011  | Não participou |
| 2012  | Não participou |
| 2013  | Não participou |
| 2014  | 5º lugar       |
| 2015  | 6º lugar       |
| Total | 3/6            |